# Wólka Łuniniecka
Wólka Łuniniecka (biał. Вулька-Лунінецкая; ros. Вулька-Лунинецкая) – przystanek kolejowy w miejscowości Wólka Pierwsza, w rejonie łuninieckim, w obwodzie brzeskim, na Białorusi. Leży na linii Homel - Łuniniec - Żabinka.